# Problema di Apollonio

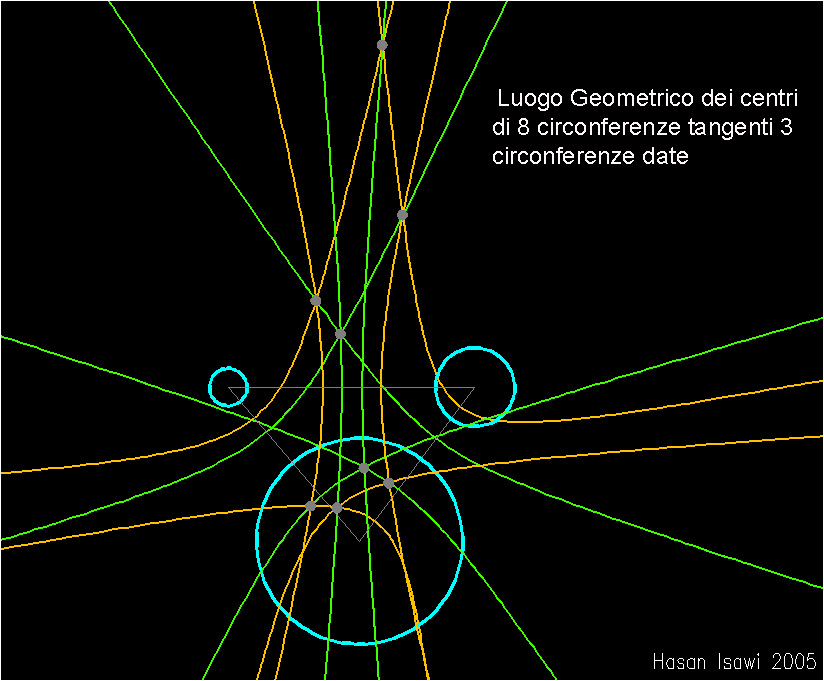
Date 3 circonferenze distinte si vogliono costruire 8 circonferenze tangenti ad esse. Si determinano innanzitutto i luoghi geometrici dei centri di tutte le circonferenze, tangenti a ogni coppia delle circonferenze date. Ogni coppia delle circonferenze date ammette due iperboli con la proprietà del detto luogo geometrico. Poiché vi sono tre circonferenze date, il numero totale delle iperboli è 6. I punti comuni a ogni 3 rami di tali iperboli sono i centri delle 8 circonferenze cercate

Il problema di Apollonio (dal nome dello scienziato Apollonio di Perga) è un problema geometrico di tangenza tra circonferenze ed è formulato nei seguenti termini:
«Date tre circonferenze, eventualmente degeneri, determinare le eventuali circonferenze tangenti a quelle date».'
Se le tre circonferenze sono tangenti tra di loro, il raggio della quarta è determinato dal teorema di Descartes.

## I possibili casi
Le tre circonferenze, eventualmente degeneri, possono essere costituite da:
- tre punti: questo caso ammette una soluzione, cioè esiste una sola circonferenza passante per i punti dati;
- due punti e una retta: ammette due soluzioni;
- due punti e una circonferenza: due soluzioni;
- un punto e due rette: due soluzioni;
- un punto, una retta e una circonferenza: 4 soluzioni;
- un punto e due circonferenze: 4 soluzioni;
- tre rette: 4 soluzioni;
- due rette e una circonferenza: 8 soluzioni;
- una retta e due circonferenze: 8 soluzioni;
- tre circonferenze: 8 soluzioni.